# Йохан Швайкхард фон Кронберг
Йохан Швайкхард фон Кронберг (на немски: Archbishop Johann Schweikard von Kronberg; * 15 юли 1553, Кронберг им Таунус; † 17 септември 1626, Ашафенбург) от стария род Кронберг (в Таунус), е курфюрст и архиепископ на Майнц (1604 – 1626) и така ерцканцлер на Свещената Римска империя. Той е епископ 21 години и осем месеца.

## Произход и духовна кариера
Той е третият син на Курмайнцския маршал, гросхофмайстер и оберамтман на Хьохст, Хартмут XIII фон Кронберг (1517 – 1591) и първата му съпруга Барбара фон Зикинген (1522 – 1577), дъщеря на Швайкхард фон Зикинген, бургграф на Алцай (1500 – 1562), и Анна фон Хандшухсхайм (1500 – 1539). Роднина е на Ебервин фон Кронберг († 1303/1308), епископ на Вормс (1299 – 1303), син на рицар Хартмут III фон Кронберг († сл. 1287), основателят на клон Кронберг.
По-големите му братя Франц фон Кронберг († 1605) и Хармут XIV фон Кронберг (1550 – 1606) поемат светски постове в архиепископството. По-голям брат е на граф Йохан Георг II фон Кронберг (1561 – 1608).
Йохан Швайкхард фон Кронберг е определен за духовна кариера. Чрез влиянието на баща му той е приет в катедралния капител на Майнц. През 1564 г. става катедрален „викар“ и през 1566 г. манастирски господар на „Св. Албан“ при Майнц.
Той следва в Трир, Париж, Льовен и след това е изпратен да учи в Колегюм Германикум в Рим. След завръщането му в Майнц през 1576 г. чрез папския легат кардинал Джовани Мороне (1509 – 1580) той става пропст на манастир „Св. Петер“ пред Майнц. През 1582 г. е катедрален „капитулар“ и на 3 март е избран за „шоластер“. Малко след това той става декан. През 1599 г. става кемерер на светския съд на архиепископството.
Император Рудолф II се застъпва за него и Йохан Швайкхард фон Кронберг е избран на 17 февруари 1604 г. на 50 години за архиепископ на Майнц, помазан е на 2 август 1604 г. и започва службата си на 21 ноември 1604 г. на 51 години. През ноември 1604 г. той е помазан за епископ и на 19 юли 1605 г. Рудолф II му дава архиепископството.
Йохан Швайкхард фон Кронберг укрепва град Майнц с ров, който дълги години носи неговото име. През 1623 г. той отново връща пътя „Бергстрасе“ в архиепископството. В Ашафенбург той строи дворец Йоханисбург в стил Ренесанс като втора резиденция на курфюрстовете и архиепископите на Майнц. В империята той е един от най-добрите защитници на Хабсбургите.
Йохан Швайкхард фон Кронберг умира на 17 септември 1626 г. на 73 години в Ашафенбург и е погребан в катедралата „Св. Мартин“ в Майнц. Сърцето и вътрешностите му са погребани в йезуитската църква в Ашафенбург.